# ووندید نی (داکوتای جنوبی)
ووندید نی(به انگلیسی: Wounded Knee) شهری در ایالت داکوتای جنوبی کشور ایالات متحده آمریکا است که جمعیت آن در سرشماری سال ۲۰۱۰ میلادی، ۳۸۲ نفر بوده‌است.